# Hazzan

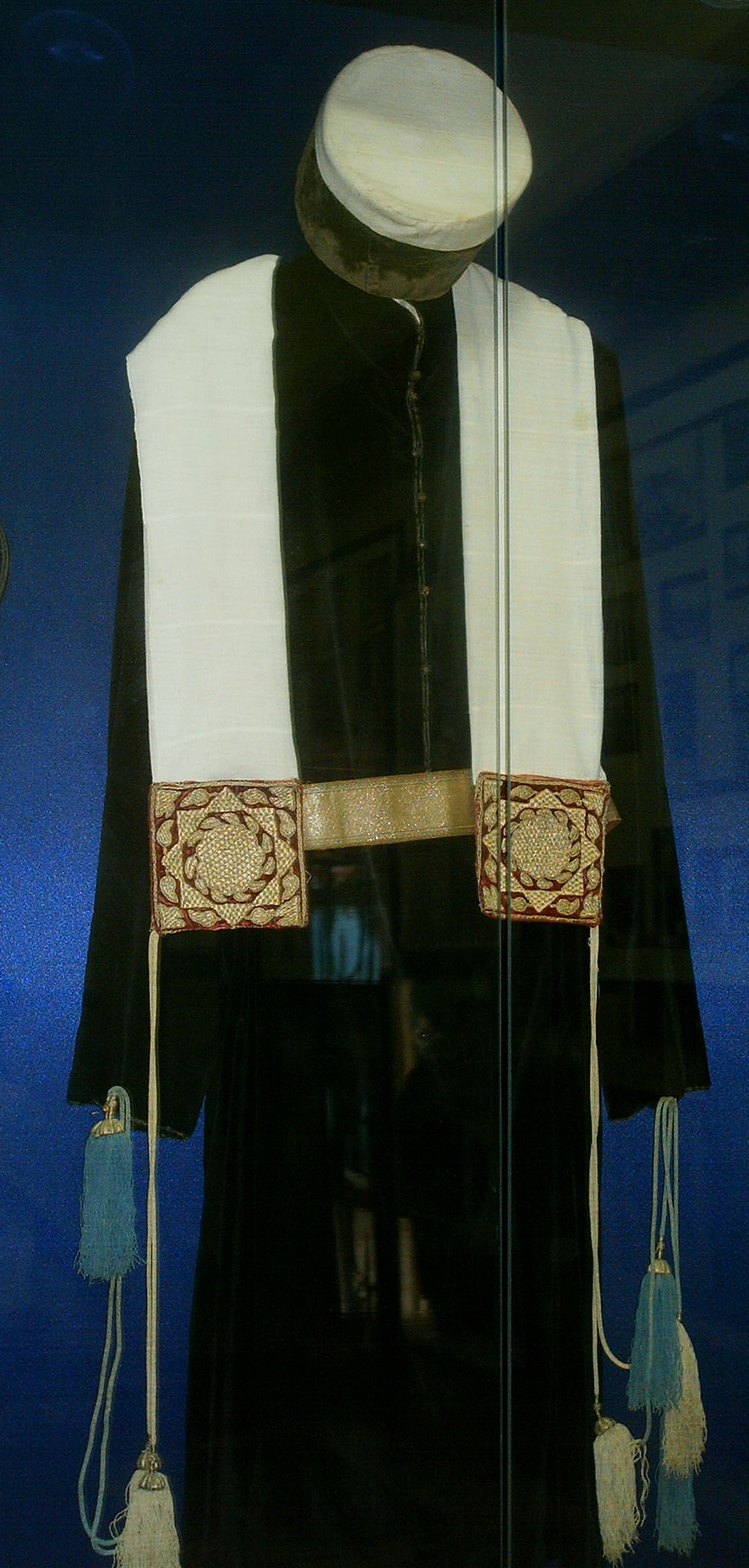
Strój hazzana

Hazzan (karaim. z hebr. חַזָּן wypowiadający modlitwy) – w religii karaimskiej osoba sprawująca duchowe zwierzchnictwo nad gminą karaimską. Rola hazzana w religii karaimskiej różni się od chazana w judaizmie. Zwyczajowo hazzan przewodzi modlitwom w kienesie. Do jego obowiązków należy wykonywanie czynności duchownych oraz zaspokajanie religijnych potrzeb wiernych swej gminy przez odprawianie nabożeństw, wypełnianie posług religijnych, nadawanie imion, udzielanie ślubów, grzebanie zmarłych.
Hazzan wybierany jest przez ogół dorosłych członków wspólnoty (mężczyzn). Powinien mieć co najmniej 25 lat, być żonaty, znać Pismo Św. i karaimską liturgię oraz cieszyć się autorytetem. Ponadto nie może być ułomny fizycznie. Honorowym tytułem jest ułłu hazzan, tj. wielki hazzan (senior). Hazzanowi w pełnieniu obowiązków pomaga ochuwczu, przygotowujący się w praktyczny sposób do pełnienia takiej roli. Edukacji karaimskich hazzanów służyła działająca w Eupatorii na Krymie w latach 1894-1918 szkoła hazzanów (karaim. Midrasz Hazzanim), zwana powszechnie Aleksandrowską Szkołą Duchowną.
Strojem rytualnym hazzana jest spodnia szata w kolorze czarnym zwana dżubbe oraz wierzchnia wkładana przez głowę bez rękawów w kolorze białym przetykana złotymi lub srebrnymi nićmi zwana ryza. Do przepasania służy czarny – a w szczególnie uroczyste dni niebieski – pas zwany belibaw. Nakryciem głowy jest biork – czarny kołpak z białym otokiem.
Przed 1939 wszystkie cztery działające w Rzeczypospolitej gminy karaimskie (Wilno, Troki, Halicz, Łuck) miały swoich hazzanów. Ostatnim hazzanem w powojennej Polsce był Rafał Abkowicz (zm. 1992). W 1988 Ośrodek TVP we Wrocławiu zrealizował poświęcony mu reportaż pt. „Ostatni Hazzan” (reż. Ewa Straburzyńska).

## Postacie pełniące urząd hazzana
- Abraham Firkowicz
- Aron Katyk
- Bogusław Firkowicz
- Marek Leonowicz
- Borys Eliaszewicz
- Rafał Abkowicz
- Szymon Firkowicz